# マリー・ドレスラー
マリー・ドレスラー（Marie Dressler, 1868年11月9日 - 1934年7月28日）は、カナダ出身の女優。世界恐慌の時期に60歳を過ぎてスターとなった遅咲きの女優。1930年の『惨劇の波止場』で第4回アカデミー賞の主演女優賞を受賞するなど、1930年代前半に活躍するが、人気絶頂の1934年に癌で亡くなった。
死後四半世紀が過ぎた1960年に、ハリウッド・ウォーク・オブ・フェームに名前が刻まれた。

## 略歴
1868年にカナダ・オンタリオ州コーバーグに生まれる。父はオーストリア人（ドイツ系）。14歳で家を出てコーラスガールになり、キャリアをスタートさせる。
1892年にブロードウェイデビュー。その後、ヴォードヴィリアンとしても活動し、1900年代初頭にはヴォードヴィルのスターとなる。
1910年に主演舞台『Tillie's Nightmare』がヒット。旧知の仲だった映画監督マック・セネットが同作を『醜女の深情け（原題：Tillie's Punctured Romance）』（1914年）として映画化する際に彼女を主演に起用。これが彼女にとっての映画デビュー作となる。なお、同作はハリウッド初の長編コメディ映画であり、共演のチャールズ・チャップリンにとっては自らが監督しない最後の作品となる。
その後、同じ役柄による続編的な作品『Tillie's Tomato Surprise』（1915年）や『Tillie Wakes Up』（1917年）など何本かの映画に出演するが、キャリアが飛躍することはなく、1918年には仕事が来なくなる。仕方なくヴォードヴィルの仕事に戻るが、1919年にニューヨークで起きたコーラスガールらによるストライキの代表者に選ばれ、積極的に活動したことからブラックリストに載り、1920年代はニューヨークで仕事をすることが難しくなる。
彼女の窮状を知ったMGMの脚本家フランシス・マリオンは、自ら脚本を担当した『The Callahans and the Murphys』（1927年）の主演にドレスラーを起用する。彼女の可能性に気付いたMGMの大プロデューサー、アーヴィング・タルバーグは、彼女をスターとして再生させることを決める。その結果、徐々に人気が出始める。
彼女をスターとして復活させたのはトーキーである。1930年にマリオンが脚本を担当し、グレタ・ガルボ初のトーキー作品となった『アンナ・クリスティ』での演技が高く評価され、同年の『惨劇の波止場』では第4回アカデミー賞の主演女優賞を受賞する。更に1932年の『愛に叛く者』で第5回アカデミー賞の主演女優賞にノミネートされる。
1930年から1933年にかけて、主演を含め、様々な映画に出演する他、1933年8月には「タイム」誌の表紙を飾り、同年にMGMが開いた大規模な誕生日パーティがラジオで生中継されるなど、ハリウッドを代表するスターとして人気を集める。
1934年に癌で死去。

## 主な出演作品
- 醜女の深情け Tillie's Punctured Romance (1914)
- 近代恋愛ごっこ The Joy Girl (1927)
- 恋のかけひき Breakfast at Sunrise (1927)
- 情炎の美姫 The Divine Lady (1929)
- ハリウッド・レヴィユー The Hollywood Revue of 1929 (1929)
- アンナ・クリスティ Anna Christie (1930)
- 盗んだ結婚 The Girl Said No (1930)
- 白鳥 One Romantic Night (1930)
- ウォール街の女将 Caught Short (1930)
- 陽気なママさん Let Us Be Gay (1930)
- 惨劇の波止場 Min and Bill (1930)
- 進め女性軍 Politics (1931)
- 花嫁選手権 Reducing (1931)
- 私重役様よ Prosperity (1932)
- 愛に叛く者 Emma (1932)
- 晩餐八時 Dinner at Eight (1933)
- 酔ひどれ船 Tugboat Annie (1933)
- かたみの傑作 Christopher Bean (1933)

## 日本での紹介文献[編集]
- 〈喜劇映画〉を発明した男　帝王マック・セネット、自らを語る（マック・セネット著、石野たき子訳／新野敏也監訳、2014年、作品社 ISBN 4861824729）
- サイレント・コメディ全史（新野敏也著、1992年、喜劇映画研究会 ISBN 978-4906409013）